# Movimento Rwenzururu
O movimento Rwenzururu foi um movimento secessionista armado, ativo no sudoeste de Uganda, no reino subnacional de Tooro. O grupo era constituído por combatentes Konjo e Amba e foi liderado por Isaya Mukirania. O grupo se desfez em 1982 após negociações de paz bem-sucedidas com o governo de Uganda.